# Independencia (Paraguay)
Independencia, chiamata anche spesso Colonia Independencia,  è un centro abitato del Paraguay, situato nel Dipartimento di Guairá, a 180 km di distanza dalla capitale del paese, Asunción. Forma uno dei 17 distretti in cui è diviso il dipartimento.

## Popolazione
Al censimento del 2002 la località contava una popolazione urbana di 1.441 abitanti (22.351 nel distretto).

## Caratteristiche
Situata nei pressi della catena montuosa chiamata Serranía de Ybytyruzú, la località è stata fondata con il nome di Colonia Independencia Nacional il 9 ottobre 1919 da immigrati tedeschi originari della Baviera e del Baden-Württemberg. Nel territorio si sono insediati in seguito anche coloni svizzeri ed austriaci.
Independencia è conosciuta nel paese per la produzione di vino. Le bellezze naturali circostanti ne fanno inoltre una rinomata località turistica.